# Internationales Federballturnier in Tröbitz 1966

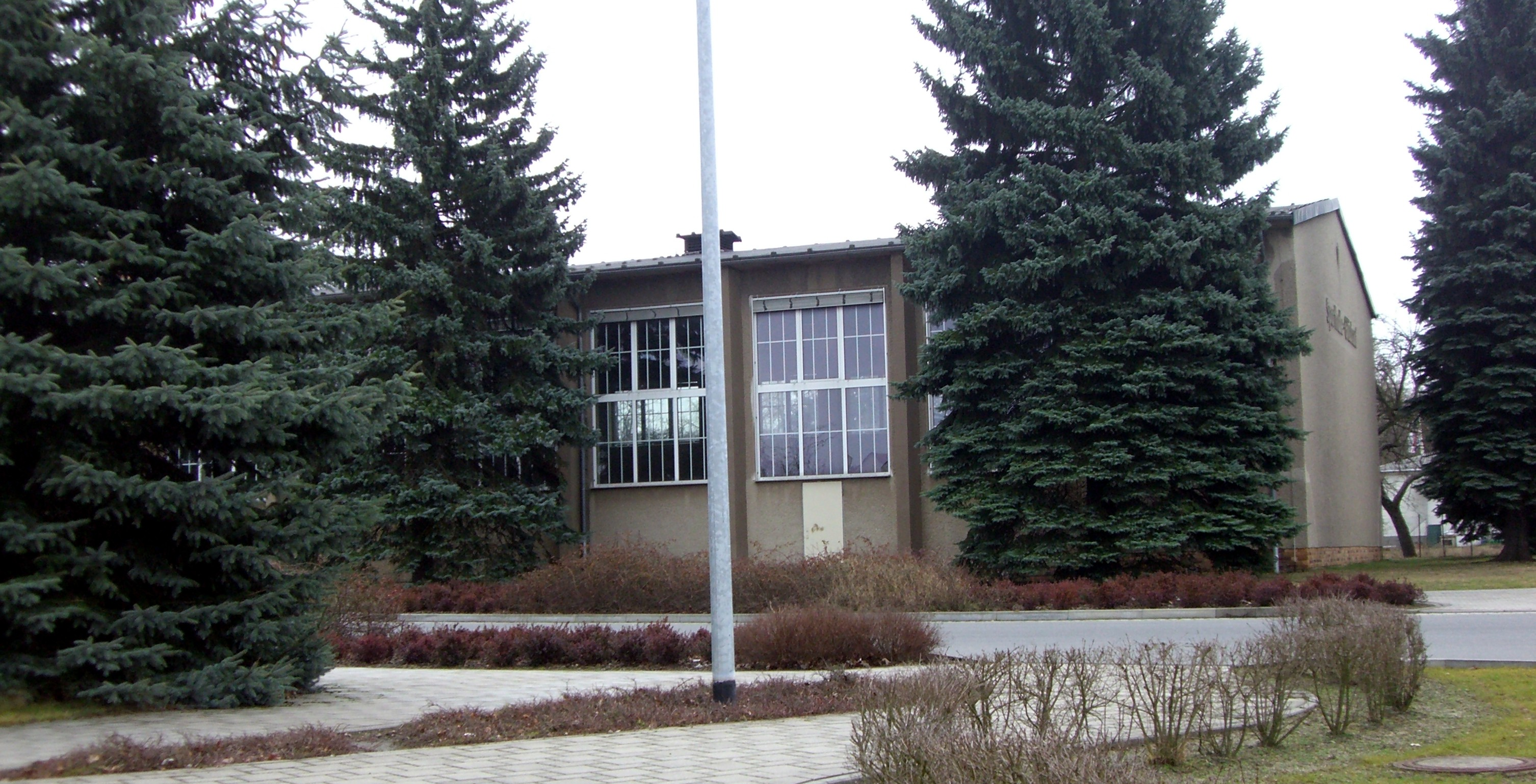
Sporthalle Glückauf Tröbitz

Das Internationale Federballturnier in Tröbitz 1966 fand als Osterturnier vom 2. bis zum 3. April 1966 in der Sporthalle Glückauf in Tröbitz statt. Es war die siebente Auflage dieser Turnierserie.

## Sieger und Platzierte
| Disziplin    | Gold                                              | Silber                                                | Bronze                                                     |
| ------------ | ------------------------------------------------- | ----------------------------------------------------- | ---------------------------------------------------------- |
| Herreneinzel | Jörgen Herlevsen (Dänemark)                       | Jürgen Bommel (Aktivist Tröbitz)                      | Joachim Schimpke (Aktivist Tröbitz)                        |
| Herreneinzel | Jörgen Herlevsen (Dänemark)                       | Jürgen Bommel (Aktivist Tröbitz)                      | Gottfried Seemann (Aktivist Tröbitz)                       |
| Dameneinzel  | Pernille Mølgaard Hansen (Dänemark)               | Lonny Funch (Dänemark)                                | Ruth Preuß (Post Berlin)                                   |
| Dameneinzel  | Pernille Mølgaard Hansen (Dänemark)               | Lonny Funch (Dänemark)                                | Gudrun Hensel (Motor Zittau)                               |
| Herrendoppel | Klaus Kaagaard / Jörgen Herlevsen (Dänemark)      | Gottfried Seemann / Erich Wilde (Aktivist Tröbitz)    | Jürgen Bommel / Gerolf Seemann (Aktivist Tröbitz)          |
| Damendoppel  | Pernille Mølgaard Hansen / Lonny Funch (Dänemark) | Rita Gerschner / Annemarie Seemann (Aktivist Tröbitz) | Ruth Preuß / Beate Herbst (Post Berlin / HSG DHfK Leipzig) |